# Équipe cycliste Salvarani
L'Équipe cycliste Salvarani était une équipe italienne de cyclisme professionnel sur route de 1963 à 1972.

## Sponsor
Le sponsor principal de l'équipe est Salvarani, un fabricant de cuisines.

## Principaux coureurs
| - Vittorio Adorni - Rudi Altig - Luciano Armani - Alberto Assirelli - Battista Babini - Antonio Bailetti - Ercole Baldini - Franco Balmamion - Marino Basso - Franco Bodrero - Pietro Campagnari - Lino Carletto - Emilio Casalini - Luigi Castelletti - Giovanni Cavalcanti - Cipriano Chemello | - Carlo Chiappano - Ottavio Crepaldi - Luciano Dalla Bona - Silvano Davo (en) - Tommaso De Pra - Mino Denti - Adriano Durante - Bruno Fantinato - Giancarlo Ferretti - Antonio Franchi - Luciano Galbo - Alessio Gimondi - Felice Gimondi - Walter Godefroot - Ercole Gualazzini - Pietro Guerra | - Antoon Houbrechts - Virginio Levati (en) - Renato Longo - Franco Magnani - Vittorio Marcelli - Italo Mazzacurati - Domenico Meldolesi - Mario Minieri - Gianni Motta - Arnaldo Pambianco - Wladimiro Panizza - Pietro Partesotti - Wilfried Peffgen - Armando Pellegrini - Antonio Pesenti - Roberto Poggiali | - Guido Reybrouck - Martín Emilio Rodríguez - Diego Ronchini - Giacinto Santambrogio - Pietro Scandelli - Silvano Schiavon - Vito Taccone - Guerrino Tosello - Livio Trapè - Georges Vandenberghe - Gilberto Vendemmiati (it) - Flaviano Vicentini - Mario Zanchi - Dino Zandegù - Italo Zilioli - Roland Zöffel |

## Palmarès
- 1972 : 22 victoires dont
  - Tour de Catalogne (Felice Gimondi)

- 1971 : 35 victoires dont
  - Tour de Romandie (Gianni Motta)

- 1970 : 45 victoires dont
  - Tour de Suisse
    - Vainqueur du Tour de Suisse (Roberto Poggiali)
    - 2 victoires d’étapes (Felice Gimondi- Dino Zandegù)

  - Tour de France 1970
    - 3 victoires d’étapes (Walter Godefroot (2) et Primo Mori)
    - Vainqueur du classement par points (Walter Godefroot)

  - Tour d'Italie 1970
    - 2 victoires d’étapes (Walter Godefroot- Dino Zandegù)

  - Tirreno-Adriatico (Antoon Houbrechts)

- 1969 : 33 victoires dont
  - Tour d'Italie 1969
    - Vainqueur du Tour d'Italie (Felice Gimondi)

  - Tour de France 1969
    - 2 victoires d’étapes (Rudi Altig-Felice Gimondi)

  - Tour de Romandie (Felice Gimondi)

- 1968 : 31 victoires dont
  - Milan-San Remo (Rudi Altig)
  - Tour d'Espagne 1968
    - Vainqueur du Tour d'Espagne (Felice Gimondi)
    - 5 victoires d’étapes (Rudi Altig (2)-Tommaso De Pra-Felice Gimondi-Pietro Guerra-Wilfried Peffgen)

  - Critérium des As (Felice Gimondi)
  - Grand prix des nations (Felice Gimondi)
  - Tour d'Italie 1968
    - 2 victoires d’étapes (Luciano Dalla Bona-Felice Gimondi)

- 1967 : 26 victoires dont
  - Tour d'Italie 1967
    - Vainqueur du Tour d'Italie (Felice Gimondi)
    - 3 victoires d’étapes (Felice Gimondi-Dino Zandegù (2))
    - Vainqueur du classement à points (Dino Zandegù)

  - Grand prix des Nations (Felice Gimondi)
  - Tour de France 1967
    - 2 victoires d’étapes (Felice Gimondi(2))

  - Tour de Romandie (Vittorio Adorni)

- 1966 : 28 victoires dont
  - Paris-Nice
    - 3 victoires d’étapes (Vittorio Adorni-Luciano Armani-Adriano Durante)

  - Vainqueur de Paris-Roubaix (Felice Gimondi)
  - Tour de Lombardie 1966 (Felice Gimondi)
  - Tour d'Italie 1966
    - 2 victoires d’étapes (Vittorio Adorni-Felice Gimondi)

  - Vainqueur du Tour de l'Avenir (Mino Denti)

- 1965 : 21 victoires dont
  - Tour d'Italie 1965
    - Vainqueur du Tour d'Italie (Vittorio Adorni)
    - 3 victoires d’étapes (Vittorio Adorni (3))

  - Vainqueur du Tour de Romandie (Vittorio Adorni)
    - 2 victoires d’étapes (Vittorio Adorni (2))

  - Tour de France 1965
    - Vainqueur du Tour de France (Felice Gimondi)
    - 3 victoires d’étapes (Felice Gimondi)

  - Tour de Romandie  (Felice Gimondi)
  - Milan-Turin (Vito Taccone)

- 1964 : 14 victoires dont
  - Tour d'Italie 1964
    - 3 victoires d’étapes (Vittorio Adorni (2)-Vito Taccone)

- 1963 : 4 victoires dont
  - Tour d'Italie 1963
    - 2 victoires d’étapes (Franco Magnani-Arnaldo Pambianco)